# XIV. sjezd Komunistické strany Číny
XIV. sjezd Komunistické strany Číny (čínsky pchin-jinem Zhōngguó Gòngchǎndǎng dìshísìncì quánguódàibiǎodàhuì, znaky zjednodušené 中国共产党第十四次全国代表大会) proběhl v Pekingu ve dnech 12. – 18. října 1992. Sjezdu se zúčastnilo 1989 řádných delegátů a 46 speciálních delegátů zastupujících 51 milionů členů Komunistické strany Číny.
Sjezd zhodnotil výsledky reforem, otevření a modernizace země od třetího zasedání ÚV 11 volebního období (v prosinci 1978), zobecnil praxi a zkušenosti čtrnácti let reforem. Rozhodl o pokračování reforema rozvoje ekonomiky a společnosti, přičemž za celkový cíl prohlásil ustavení socialistické tržní ekonomiky. Sjezd upravil stanovy strany, mimo jiné zrušil ústřední poradní komisi.
Sjezd zvolil 14. ústřední výbor o 189 členech a 130 kandidátech a ústřední komisi pro kontrolu disciplíny o 108 členech. Ústřední výbor poté zvolil 14. politbyro o jednadvaceti členech a dvou kandidátech. K běžnému řízení strany vybral ze členů politbyra sedmičlenný stálý výbor (generální tajemník Ťiang Ce-min, Li Pcheng, Čchiao Š’, Li Žuej-chuan, Ču Žung-ťi, Liou Chua-čching a Chu Ťin-tchao). Dalšími členy členy politbyra byli zvoleni Ting Kuan-ken, Tchien Ťi-jün, Li Lan-čching, Li Tchie-jing, Jang Paj-ping, Wu Pang-kuo, Cou Ťia-chua, Čchen Si-tchung, Ťiang Čchun-jün, Čchien Čchi-čchen, Wej Ťien-sing, Sie Fej, Tchan Šao-wen a Chuang Ťü. Kandidáty pak Wen Ťia-pao a Wang Chan-pin. Prvním tajemníkem disciplinární komise se stal Wej Ťien-sing a předsedou ústřední vojenské komise zůstal Ťiang Ce-min.